# 埴原城
埴原城（はいばらじょう）は、長野県松本市にあった日本の城。県指定史跡「小笠原氏城跡」を構成する山城群（埴原城跡、山家城跡、桐原城跡、林小城跡）の一つ。

## 概要
信濃国の守護・小笠原氏の家臣埴原氏（村井氏）の城であった。
天文19年（1550年）、武田晴信により真っ先に攻撃され落城した。この後、林城など小笠原氏の諸城は続々と落城し、信濃守護小笠原氏はこの地を追われることになった。
武田氏滅亡後、松本盆地を奪還した小笠原貞慶が改修し、現在の城跡はその時のものと推定されている。石垣、土塁などが一部残る。